# Séamus Coleman
Séamus Coleman, född 11 oktober 1988, är en irländsk fotbollsspelare som spelar för Everton och Irlands landslag.
Coleman är från början en gaelisk fotbollsspelare, men började sin fotbollskarriär i Sligo Rovers innan han gick till den engelska klubben Everton 2009. Under 2010 tillbringade han halva säsongen utlånad till Blackpool, vilka han hjälpte nå uppflyttning genom playoff i Championship, innan han återvände till Everton. I landslagssammanhang har Coleman vunnit Nations Cup 2011 och tilldelats FAI Årets U21-landslagsspelare både 2009 och 2010.
I juli 2021 förlängde Coleman sitt kontrakt i Everton fram till juni 2023. I juni 2023 förlängdes kontraktet med ett år. I juni 2024 förlängde han återigen sitt kontrakt med ett år. I januari 2025 blev Coleman utsedd till interimtränare i Everton tillsammans med Leighton Baines efter att Sean Dyche blivit avskedad.